# Argyroxiphium
Argyroxiphium là một chi thực vật có hoa trong họ Cúc (Asteraceae).

## Loài
Chi Argyroxiphium gồm các loài: